# Глазер, Иоганн Генрих
Иоганн Генрих Глазер (нем. Johann Heinrich Glaser; 6 октября 1629, Базель — 5 февраля 1675, там же) — швейцарский анатом, хирург и ботаник.
После получения философского образования в Базеле, изучал медицину в университетах Женевы, Гейдельберга, Парижа. Позже в 1661 году он вернулся в родной город. С 1667 года профессор кафедры анатомии и ботаники Университета Базеля.
Иоганн Глазер, в числе прочих, подробно изучал анатомию головного мозга и черепных нервов. В посмертно изданном «Трактате о головном мозге» (лат. Tractatus de cerebro) Глазер впервые описывает каменисто-барабанную щель, которая теперь носит его имя.

## Глазерова щель
Каменисто-барабанная щель (Глазерова щель) — узкое пространство между барабанной частью височной кости и выступающим наружу краем крыши барабанной полости, место выхода барабанной струны из тимпанальной полости. С одной стороны щель открывается на нижнечелюстную ямку, с другой в тимпанальную полость.

### Изображения
| Каменисто-барабанная щель (Глазерова щель) на нижней поверхности основания черепа. | Каменисто-барабанная щель (Глазерова щель). Вид с тимпанальной полости. |

## Труды
Glaser J.H.: Tractatus de cerebro. — Amsterdam, 1680.